# NGC 4740
NGC 4740 (NGC 4727) je prečkasta spiralna galaktika u zviježđu Gavranu. Naknadno je utvrđeno da je NGC 4727 ista galaktika.

## Vanjske poveznice
- (engl.) SEDS: NGC 4740
- (engl.) Revidirani Novi opći katalog
- (engl.) Izvangalaktička baza podataka NASA-e i IPAC-a
- (engl.) Astronomska baza podataka SIMBAD
- (engl.) VizieR